# Соколов, Эрик
Эрик Соколов (нем. Erik Sokolov, 1992, Запорожье, Украина) — немецкий и австралийский боксёр-профессионал.
Серебряный (2011, 2012) и бронзовый (2010, 2014) призёр чемпионата Германии среди любителей.

## Любительская карьера
В мае 2009 года стал серебряным призёром чемпионата Германии среди юношей в наилегчайшем весе (до 51 кг).
В ноябре 2010 года стал серебряным призёром чемпионата Германии среди юношей до 21 года в наилегчайшем весе (до 52 кг).

### Чемпионат Германии 2010
Выступал в наилегчайшем весе (до 52 кг). В полуфинале проиграл Ронни Беблику.

### Чемпионат Германии 2011
Выступал в наилегчайшем весе (до 52 кг). В полуфинале победил Тома Трана. В финале проиграл Ронни Беблику.
В сентябре 2012 года стал серебряным призёром чемпионата Германии среди юношей до 21 года в легчайшем весе (до 56 кг).

### Чемпионат Германии 2012
Выступал в легчайшем весе (до 56 кг). В 1/8 финала победил Мануэля Кампо. В четвертьфинале победил Ашима Мёлленбека. В полуфинале победил Хакана Эршекера. В финале проиграл Денису Макарову.

### Чемпионат Германии 2013
Выступал в легчайшем весе (до 56 кг). В четвертьфинале проиграл Денису Макарову.

### Чемпионат Германии 2014
Выступал в легчайшем весе (до 56 кг). В полуфинале проиграл Эдгару Вальту.

### Чемпионат Германии 2015
Выступал в легчайшем весе (до 56 кг). В четвертьфинале проиграл Александру Василенко.

## Профессиональная карьера
Дебютировал на профессиональном ринге 19 сентября 2020 года. Победил нокаутом во 2-м раунде.

## Статистика боёв
В таблице перечислены результаты всех поединков боксёров.
В каждой строке указан результат поединка. Дополнительно номер поединка обозначен цветом, который обозначает итог поединка. Расшифровка обозначений и цветов представлена в нижеследующей таблице.
| Пример | Расшифровка                     |
| ------ | ------------------------------- |
|        | Победа                          |
|        | Ничья                           |
|        | Поражение                       |
|        | Планируемый поединок            |
|        | Поединок признан несостоявшимся |
| КО     | Нокаут                          |
| ТКО    | Технический нокаут              |
| PTS    | Решение судей (по очкам)        |
| UD     | Единогласное решение судей      |
| MD     | Решение большинства судей       |
| SD     | Раздельное решение судей        |
| RTD    | Отказ от продолжения боя        |
| DQ     | Дисквалификация                 |
| NC     | Поединок признан несостоявшимся |

| Бой | Дата             | Соперник             | Место проведения                                             | Результат | Примечание |
| --- | ---------------- | -------------------- | ------------------------------------------------------------ | --------- | --- |
| 5   | 5 ноября 2022    | Моенсаку Йор (6-6-1) | Fortitude Music Hall, Fortitude Valley, Квинсленд, Австралия | KO3 (6)   | |
| 4   | 13 апреля 2022   | Лиам Поуп (3-0)      | Fortitude Music Hall, Fortitude Valley, Квинсленд, Австралия | SD10 (10) | Завоевал вакантный титул чемпиона Австралии во 2-м легчайшем весе.                                                               |
| 3   | 27 августа 2021  | Люк Мартин (1-2)     | Fortitude Stadium, Bowen Hills, Квинсленд, Австралия         | UD8 (8)   | Завоевал вакантный титул чемпиона штата Квинсленд в полулёгком весе. Соколов в нокдауне в 3-м раунде. Счёт: 77-74, 78-75, 76-75. |
| 2   | 30 июля 2021     | Рикки Хант (0-6)     | Fortitude Music Hall, Fortitude Valley, Квинсленд, Австралия | KO1 (4)   | |
| 1   | 19 сентября 2020 | Крис Оливер (1-3)    | Fortitude Stadium, Fortitude Valley, Квинсленд, Австралия    | KO2 (8)   | Завоевал вакантный титул чемпиона штата Квинсленд во 2-м полулёгком весе. Оливер в нокдауне в 1-м раунде.                        |
| Бой | Дата             | Соперник             | Место проведения                                             | Результат | Примечание |

## Титулы и достижения

### Любительские
- 2009  Серебряный призёр чемпионата Германии среди юношей в наилегчайшем весе (до 51 кг).
- 2010  Серебряный призёр чемпионата Германии среди юношей до 21 года в наилегчайшем весе (до 52 кг).
- 2010  Бронзовый призёр чемпионата Германии в наилегчайшем весе (до 52 кг).
- 2011  Серебряный призёр чемпионата Германии в наилегчайшем весе (до 52 кг).
- 2012  Серебряный призёр чемпионата Германии среди юношей до 21 года в легчайшем весе (до 56 кг).
- 2012  Серебряный призёр чемпионата Германии в легчайшем весе (до 56 кг).
- 2014  Бронзовый призёр чемпионата Германии в легчайшем весе (до 56 кг).

### Профессиональные
- Чемпион штата Квинсленд (Австралия) во 2-м полулёгком весе (2020—2021).
- Чемпион штата Квинсленд (Австралия) в полулёгком весе (2021—н. в.).
- Чемпион Австралии во 2-м легчайшем весе (2022—н. в.).